# Сан-Джорджо-деи-Гречи
Церковь Сан-Джорджо-деи-Гречи, храм Святого Георгия (итал. Chiesa di San Giorgio dei Greci, греч. Άγιος Γεώργιος των Ελλήνων) — православный храм в районе Кастелло в Венеции, главный храм Итальянской митрополии Константинопольского патриархата. Колокольня церкви наклонена.

## История
Церковь здесь появилась в 1530 году, после основания греческой колонии в Венеции. Строительство храма началось в 1536 году и было завершено в 1577 году. Стоимость работ, составившая значительную для того времени сумму в 18 000 дукатов, была покрыта взносами греческой общины города. Часть финансировалась Венецией, за счет налогов на все суда, прибывающие из православных областей.
Автором проекта церкви и её первым архитектором был Санте Ломбардо, затем строительство продолжил Джанантонио Кьона (Gianantonio Chiona). Фрески созданы Михаилом Дамаскином и Эммануилом Цанесом. Иконописец Дамаскин, расписавший большую часть иконостаса, был вызван греческой общиной города с острова Крит для этой работы. Купол храма был расписан Иоанном Киприотом под наблюдением Тинторетто. Мозаика в апсиде — работы Томмасо Батаса.
Слева от Царских врат (греч. Ωραία πύλη — «Прекрасные врата») была размещена византийская икона Христа Пантократора — подарок Анны Нотара, дочери последнего византийского великого дуки Лука Нотараса.

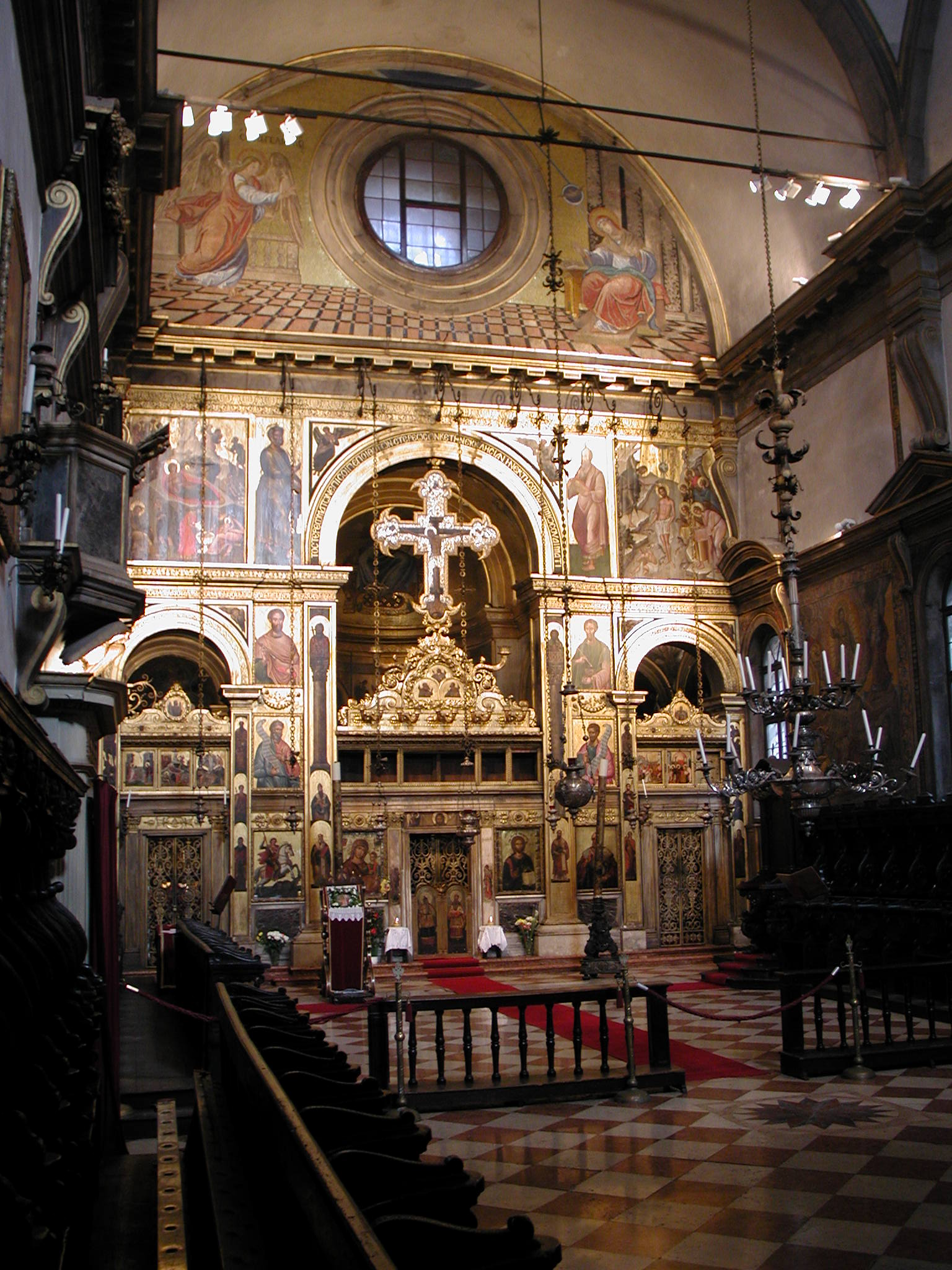
Внутреннее убранство Сан-Джорджо-деи-Гречи

Колокольня, которая является наклонной, была построена архитектором Бернардо Ондгарином (Bernardo Ongarin) в 1587—1603 годах (по другим источникам — закончена в 1492 году).
Писатель Андре Мальро считал эту церковь одним из самых прекрасных византийских творений из всех, что он видел.
Рядом с храмом находятся Греческий институт Византийских и пост-Византийских исследований и Музей Византийских и пост-Византийских икон, занимающий здание старинной греческой Школы Флангиниса.